# أكبر أباد (فاروج)
أكبر أباد (بالفارسية: اکبر آباد، فاروج) هي مستوطنة تقع في قسم فاروج الريفي (مقاطعة فاروج) في إيران.